# Henschel Hs 117

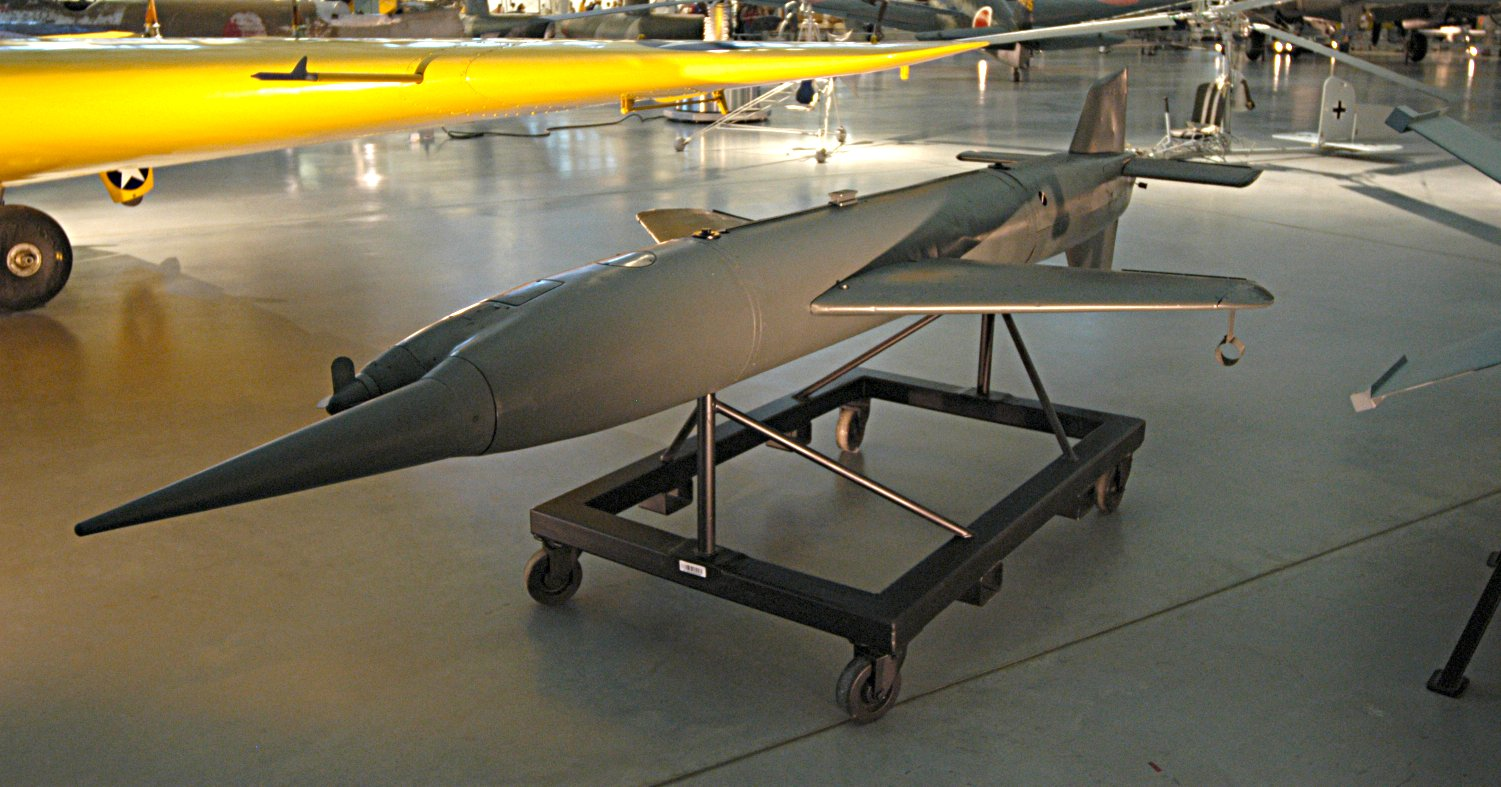
Henschel Hs 117 Schmetterling

De Henschel Hs 117 Schmetterling (Nederlands: Vlinder) was een project voor een grond-luchtraket dat tijdens de Tweede Wereldoorlog werd ontwikkeld.

## Ontwikkeling
Professor Herbert A. Wagner ontwikkelde de Schmetterling in 1941 en bood deze aan aan het Reichsluftfahrtministerium. Het ontwerp werd echter afgewezen omdat men geen behoefte meer had aan nog een raket voor gebruik tegen vliegtuigen. Wagner was eerder verantwoordelijk voor de ontwikkeling van de Henschel Hs 293.
In 1943 veranderde het Reichsluftfahrtministerium echter van mening. De grootschalige bombardementen van Duitsland brachten grote schade aan aan de industrie en de infrastructuur. Henschel kreeg een contract voor de verdere ontwikkeling en productie van de raket.
De ontwikkeling verliep stroef. Van de negenenvijftig proeflanceringen mislukten er vierendertig. In 1944 werden er wel drieëntwintig raketten met succes gelanceerd. De opdracht voor de massaproductie werd in december 1944 gegeven en men wilde de raketten vanaf maart 1945 gaan inzetten. In januari 1945 was er een prototype gereed dat diende als model voor de productie-uitvoering. Op 6 februari 1945 werd het project echter door SS-Obergruppenführer Hans Kammler geannuleerd.
De raket was van korte vleugels en een kruisvormige staartsectie voorzien. Hierdoor kon men de raket als een klein vliegtuig besturen. De raket was voorzien van twee externe vastebrandstof-hulpraketten die voor vier seconden een stuwkracht leverden van 1.750 kg en de raket naar een snelheid bracht van 1.100 km. Hierna werden de hulpraketten afgeworpen en nam de raketmotor het over. Dit was of een BMW 109-558 of een Walter 109-729 raketmotor. Dit waren beide vloeibarebrandstofraketten. De lancering vond plaats vanaf een aangepaste affuit van een FLAK.
De raket werd door een periscoop gericht en met een joystick via een radioverbinding bestuurd. Een fakkel in de staart zorgde ervoor dat men de raket goed kon volgen tijdens de vlucht. De radioverbinding werd onderhouden via een Kehl/Straßburgsysteem, codenaam “Parsival” (FuG203/230). Voor de besturing werden vier verschillende radiofrequenties gebruikt, een vijfde werd gebruikt voor het bedienden van de explosieve lading. Er waren ook nabijheids- en tijdontstekingsmechanismes in ontwikkeling. Later wilde men ook gebruik gaan maken van het Mannheim-Riese-“Rheingold”-radarsysteem. Dit maakte gebruik van twee radarstations, een voor het volgen van de raket en een voor het volgen van de bommenwerperformatie.
Het bereik was zestien km en de hoogte die kon worden bereikt was 11.000 m.

## Uitvoeringen
De Henschel Hs 117H was een uitvoering die in de lucht kon worden gelanceerd. Hiervoor werd gebruikgemaakt van een Dornier Do 217, Junkers Ju 188 of Junkers Ju 388. De raket kon worden gebruikt om een aanval uit te voeren op een vliegtuig dat 5 km hoger vloog dan het lanceervliegtuig. Het bereik was 6-10 km.
Er werd voor deze uitvoering geen gebruik gemaakt van extra raketten tijdens de lancering. Ook de explosieve lading was groter. De Hs 117H was nog steeds in ontwikkeling toen de oorlog eindigde.

## Na de oorlog
De Russen hebben nog een tijd gebruikgemaakt van de Schmetterling voor het ontwikkelen van een eigen luchtverdedigingssysteem, maar hebben dat idee snel laten varen. De raketten bleken onbetrouwbaar en voldeden niet meer aan de eisen van die tijd.